# Quebrada del Teniente
La quebrada del Teniente o quebrada San Pedro es un curso natural de agua intermitente que nace en la cordillera de la Costa de la Región de Coquimbo y fluye rumbo del NE al SO con una longitud de 18 km hasta desembocar en el océano Pacífico.

## Trayecto
Ofrece un lecho angosto, profundo, de laderas escarpadas que se expande al atravesar un cordón costero y engranar con la playa. Poco antes de su desembocadura aflora el agua formando una lagunita litoránea. 
En el mapa de la derecha y en otros aparece con el nombre "quebrada de San Pedro", pero en otros aparece con el de "estero del Teniente".
La quebrada del Teniente y la quebrada Hornillos pertenecen a las quebradas costeras ubicadas entre el río Limarí y el río Choapa. Limitan al este con la cuenca del estero Punitaqui (afluente del Limarí) y con el estero Canela (afluente del Choapa).

## Caudal y régimen
Solo tiene flujo superficial en tiempos de lluvias en la franja costera.: 283 

## Historia
Francisco Solano Asta-Buruaga y Cienfuegos escribió en 1899 en su obra póstuma Diccionario Geográfico de la República de Chile sobre su desembocadura, la ensenada del teniente:
Teniente (Ensenada del).-—Se halla á la costa del departamento de Ovalle poco distante al S. de la desembocadura del río Limarí. En su fondo oriental termina una quebrada que cae al O. desde el cerro de Talinay, á la que llaman también quebrada del Teniente. Es abierta, baja y llena de escollos, y cerrada al norte por una punta de cerros saliente al mar hacia el lado sur de la caleta de Talca en el mismo departamento.